# Віреон каштановобокий
Вірео́н каштановобокий (Vireolanius melitophrys) — вид горобцеподібних птахів родини віреонових (Vireonidae). Мешкає в Мексиці і Гватемалі.

## Опис
Каштановобокий віреон є одним з найбільших представників свої родини, його довжина становить 16,5-18 см, а вага 34,7 г. Верхня частина тіла оливково-зелена, лоб і тім'я сірі, потилиця сиза. Над очима жовті "брови", через очі проходять широкі чорні смуги, під дзьобом чорні "вуса". Нижня частина тіла біла, боки каштанові, горло відділене від грудей каштановим "комірцем".

## Підвиди
Виділяють три підвиди:
- V. m. melitophrys (Todd, 1929) — центральна Мексика (від півдня Халіско до Мехіко та від сходу штату Сан-Луїс-Потосі до заходу Веракрусу);
- V. m. crossini Sclater, PL & Salvin, 1867 — південно-західна Мексика (Мічоакан, Герреро, південна Оахака);
- V. m. quercinus Gyldenstolpe, 1941 — південна Мексика (Чіапас) і південна Гватемала.

## Поширення і екологія
Каштановобокі віреони живуть у вологих гірських тропічних і субтропічних лісах. Зустрічаються на висоті від 1350 до 1500 м над рівнем моря. Живляться комахами.